# Gracilinanus aceramarcae
Асерамарчки грацилни мишолики опосум или боливијски грацилни опосум (Gracilinanus aceramarcae) врста је сисара из породице опосума (Didelphidae) и истоименог реда Didelphimorphia.

## Распрострањење
Врста је присутна у Боливији и Перуу.

## Станиште
Станиште врсте су шуме од 2.600 до 3.290 метара надморске висине.

## Угроженост
Ова врста није угрожена, и наведена је као последња брига јер има широко распрострањење.